# Flamand (cheval)
Pour les articles homonymes, voir Flamand.
Ne doit pas être confondu avec Vlaamperd.
Le Flamand (néerlandais : Vlaams paard) est une race de chevaux de trait originaire de la Flandre, en Belgique et aux Pays-Bas. Ancienne, cette race s'est exportée vers de nombreux pays, ainsi qu'en Amérique du Nord, au cours du XIXe siècle. Autrefois commune, elle est considérée comme éteinte en Europe, du fait de sa fusion dans la race nationale du Trait belge en 1886. Elle a été préservée en Amérique du Nord, par les Amish, formant la base d'un nouvel élevage. Grand et massif, adapté à la traction lourde, le Flamand est une race rare.

## Dénomination
Le nom flamand vlaams paard signifie « cheval flamand », mais le nom employé localement est simplement « Flamand ». 

## Histoire

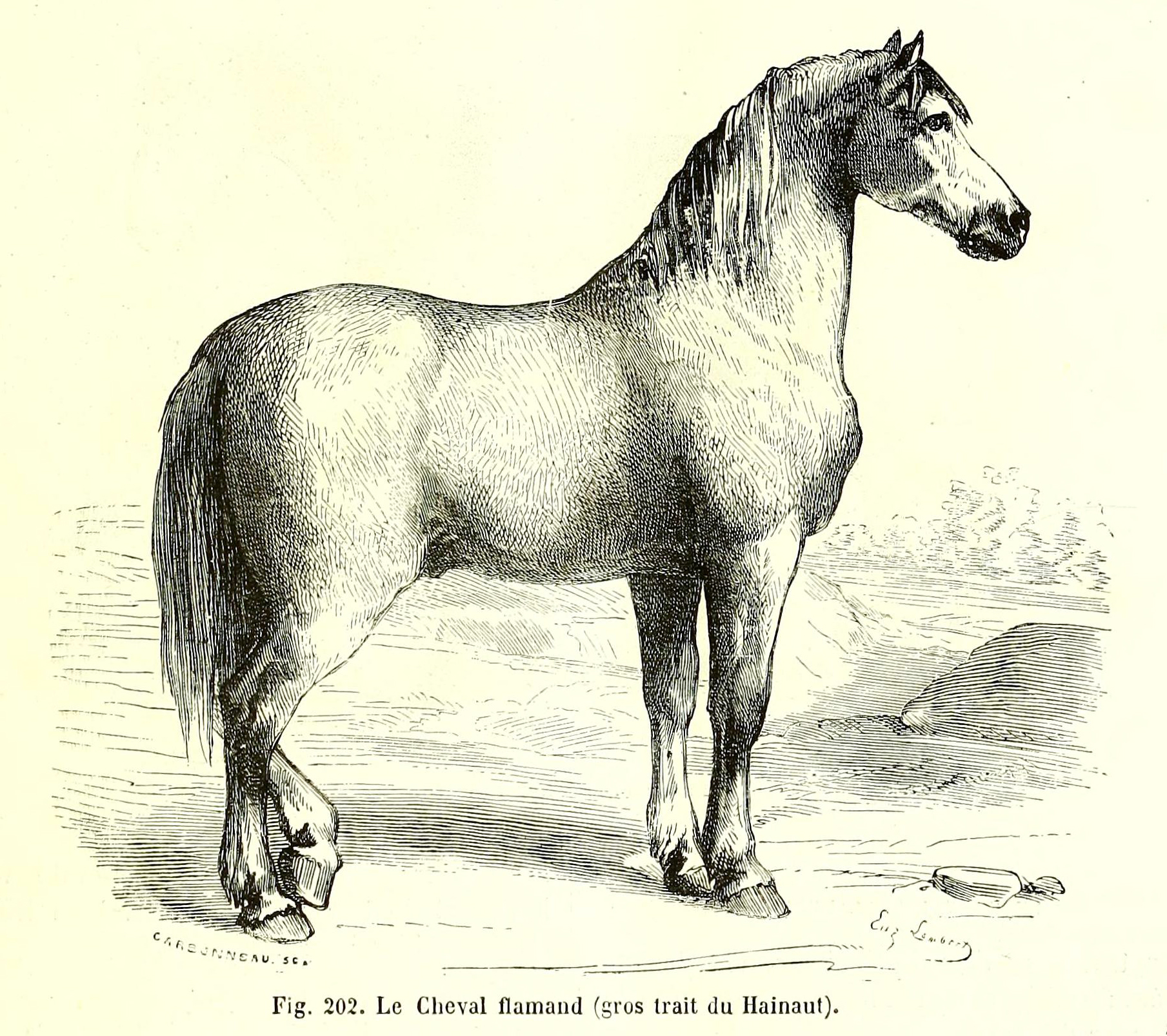
Cheval flamand sur une gravure d'Alfred Edmund Brehm en 1869

Le vieux cheval flamand, connu sous le nom de vlaams paard, est un animal très massif, fort, de grande taille, qui a influencé un grand nombre de races de chevaux de trait en Europe occidentale. En 1886, cette race est fusionnée avec le Brabançon et l'Ardennais belge pour donner le Trait belge, menant à son extinction en Belgique et aux Pays-Bas. 
Historiquement, le cheval flamand a été massivement exporté aux États-Unis, sous le nom de Belgian. Il est à l'origine de très nombreuses races de traction européennes comme le Shire, le Boulonnais, le Suffolk Punch ou encore le Poitevin mulassier. 
Des éleveurs flamands tentent de reconstituer cette race au début du XXIe siècle. Des éleveurs Amish d'Amérique du Nord ont en effet préservé des lignées issues de l'ancienne race, utilisées pour le travail de traction,.

## Description

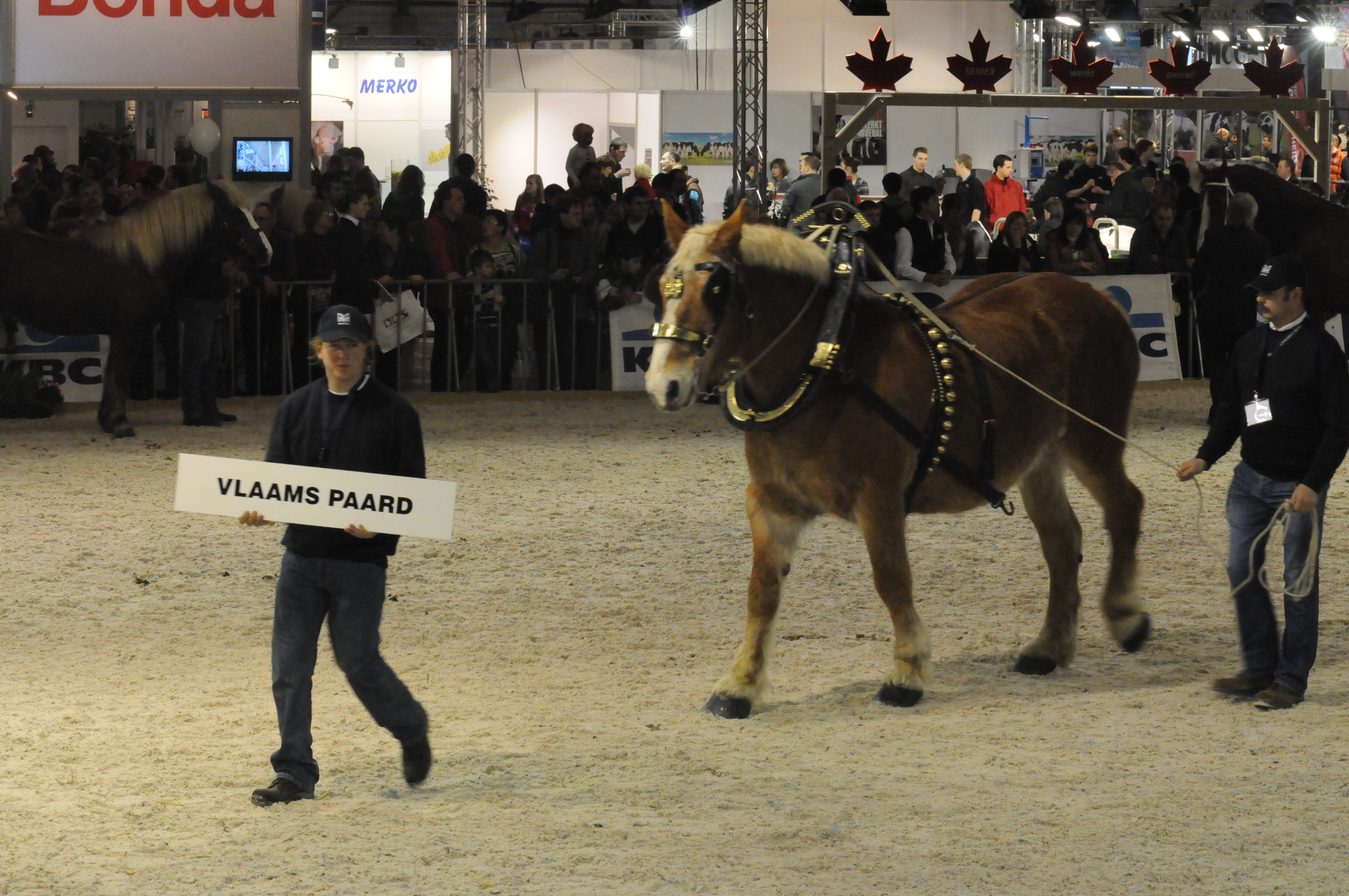
Cheval Flamand à Agriflanders.

Il toise de 1,65 m à 1,75 m selon le guide Delachaux. Ce cheval de traction est plus léger que le trait belge, mais reste particulièrement grand et puissant. L'encolure est puissante, le poitrail large, la croupe bien musclée. Les membres sont assez fins comparativement à la masse. 
La robe est généralement alezane, avec des crins lavés. 
Ces chevaux sont réputés fiables et dociles.

## Utilisations
La race est surtout employée pour l'attelage de loisir ou de compétition, cependant l'A.S.B.L. qui soutient le cheval flamand promeut aussi bien une utilisation au labour qu'à la selle. 

## Diffusion de l'élevage
C'est une race européenne transfrontière, répartie surtout entre la Belgique et les Pays-Bas, avec quelques sujets en France, Allemagne, et Amérique du Nord. 
Désormais reconnu dans l'union européenne, le cheval Flamand moderne a un effectif d'environ 300 têtes en 2007 (ce même chiffre étant cité par le Guide Delachaux). Cependant, CAB International indique un cheptel d'une centaine de têtes en 2013, dont 5 étalons et 34 poulinières. 
L'étude menée par l'Université d'Uppsala, publiée en août 2010 pour la FAO, signale le Flemish Horse comme race de chevaux locale européenne éteinte.
Cette race est préservée par deux éleveurs des Hauts-de-France Denis Beck et son fils Thierry Beck, qui ont voyagé aux États-Unis pour réimplanter le Flamand dans le Nord de la France.